# Sony Financial
A Sony Financial Holdings Inc. (japonês: ソニーフィナンシャルホールディングス株式会社, Hepburn: Sonī Finansharu Hōrudingusu Kabushiki-gaisha) é uma empresa holding japonesa de propriedade do conglomerado de tecnologia e mídia Sony.
Fundada em 1.º de abril de 2004, é proprietária e supervisora das operações de várias empresas relacionadas a serviços financeiros: Sony Life Insurance, AEGON Sony Life Insurance (50% joint venture com Aegon N.V.), SA Reinsurance Ltd. (50% joint venture com Aegon), Sony Life Singapore Pte. Ltd., Sony Assurance, Sony Bank, Sony Payment Services Inc., SmartLink Network Hong Kong Ltd., Sony Lifecare e Lifecare Design Inc.